# Windows Desktop Update
Windows Desktop Update — пакет обновления, включающий в себя Internet Explorer 4 и дополнительные функции для систем Windows 95 и Windows NT 4.0. Функции из данного пакета были включены в Windows 95 OSR 2.5 и Windows 98.
Пакет обновлений включал в себя функции Active Desktop и тесную связку IE 4 с проводником Windows. Обновление загружалось как IE 4 для всех версий Windows 95, кроме Windows 95 OEM Service Release 2.5 (4.00.950C).
Windows Desktop Update был официально только частью обновления для IE 4. Для того, чтобы включить их в Internet Explorer 5 или выше пользователи могли создать установочный файл Windows Desktop Update из установочных файлов IE 4, используя стандартную утилиту распаковки файлов .cab или использовать пакет администрирования Internet Explorer для создания версии IE 5.0x, 5.5 или 6.0 со включённым обновлением.
Если Windows Desktop Update был установлен в системе, IE 5.0 и 5.5 устанавливались с дополнительным функционалом, например, сортировкой по имени в контекстном меню.
Windows Desktop Update заменял исходный файл shell32.dll на новый, в котором функция SHWindowsExitEx становилась закрытой для пользования процессом rundll32.

## Основные функции
- Active Desktop, позволявший отображать допустимый контент для веба (например, HTML, XML, CDF[англ.]), а также некоторые изображения, отличные от формата BMP в Windows Desktop[англ.]
- Каналы — технология push с некоторыми подобиями RSS или WebSlices[англ.]. Каналы — описанные в XML сервисы доставки контента через HTTP в формате CDF[англ.]. IE 4 устанавливал Windows Desktop Update с локализованным контентом, нежели IE 5
- Быстрый запуск — горизонтальная панель запуска приложений, впервые представленная в этом обновлении, заменявшая вертикальную панель в Microsoft Office с 95 по 2000 версии
- Онлайн-папки — клиент WebDAV, интегрированный в IE, позволявший показывать контент для веба и графику как в проводнике Windows
- Настройка папок — некоторые папки или группы папок можно было менять с появлением строгих стандартов форматирования в вебе
- Увеличенные кнопки на панели инструментов с подписями в проводнике Windows
- Улучшенное меню «Пуск» с новым разделом «Избранное», бо́льшим количеством настроек для меню поиска, поддержка Drag-and-drop, редактирования и удаления элементов меню[3]
- Поддержка отображения иконок в проводнике Windows и подсказки к файлам и папкам, обозначенные как комментарии в файле Desktop.ini